# Népetimológia
A nyelvészetben a népetimológia vagy szóértelmesítés terminusok azt a jelenséget nevezik meg, amely során a beszélő számára ismeretlen, többnyire a nyelvbe nem régen került idegen szót vagy szócsoportot megváltoztat más olyan szó vagy szócsoport hatására, amelyből származónak hiszi valamilyen alaki, jelentésbeli vagy egyéb összekapcsolás lehetősége miatt. Egyes szerzők szerint a népetimológia egyike a szóalkotás módjainak.
A népetimológiát az érintett szó származásának nem ismerése okozza, ami természetes a beszélők többsége esetében, de a szó sztenderd alakjának és jelentésének a nem ismerése is, persze olyan nyelvek esetében, amelyeknek van sztenderd nyelvváltozata. Ugyanakkor abból a szükségből is kiindul, hogy a szó motivált, azaz világos jelentésű legyen.
A sztenderd változattal bíró nyelvek aktuális állapotában a népetimológia egyéni jelenség. Következménye olyan szavak létrejötte, amelyek változatai megvannak a sztenderd szókészletben is, de a nyelvtörténetben egyes így keletkezett szavak idővel általánosak lettek, meghonosodtak és a sztenderdbe kerültek. Példa erre a magyar mérföld összetett szó, amely első része a középfelnémet mîl vagy mîle ’mérföld’ szóból származik. Ebből mér lett a valamennyire hasonló hangzású magyar ige hatására. Ilyen szavak etimológiájára olykor a „keresztezett etimológia” (franciául étymologie croisée) terminust használják ellentétben az egyéni hibának tekintett „népetimológiá”-val.
A népetimológiához hasonló a szándékos, humoros szóferdítés. Ez az esete a magyarban a °nyögdíjas vs. nyugdíjas, °televíziló vs. televízió, °ugrómókus vs. agronómus szavaknak.

## Népetimológiák néhány fajtája
Legtöbbször a népetimológia az eredeti szó és más szó alakja közötti asszociáción alapszik, például az °almafabéta vs. analfabéta szó esetében. Ebben az esetben csak ez az alapja, de olyan esetek is vannak, amelyekben a formai kapcsolat a jelentések kapcsolatával társul, például a mérföld esetében, mivel a mîl(e) szó hosszmérték elnevezése.
Olyan esetek is vannak, amelyekben a népetimológia csak jövevényszó jelentését érinti a nyelvben meglévő szó alakja és jelentése hatására. Például a román nyelvben a népetimológia a vindicativ ’bosszúálló’ (< francia vindicatif) szónak a ’gyógyító’ jelentést adja a latinból örökölt a vindeca ’gyógyítani’ ige hatására.
„Látens népetimológiá”-nak nevezik azt az esetet, amelyben homonimákat egyazon szó több jelentésének hisznek. Például ez történhet meg a fogoly ’fogvatartott ember’ és fogoly (madárfaj neve) szavakkal.
Népitomológiai jelenség az is, amikor helységneveket hibásan fordítanak le. Példa erre az erdélyi Sebeshely fordítása románra Sebeșel alakban, amelyben a hely részt az -el kicsinyítő képzővel fordították le. Ugyancsak hibás Csíkszereda fordítása Miercurea Ciuc-ra, mivel miercurea jelentése ’a szerda’, holott a szereda résznek itt közép a jelentése.
Különösebb népetimológiai eset a szószerkezetek tagjai közötti határ újraértelmezése. Például az angol nyelvben adder egyes kígyófajok elnevezése. Az óangolban ez naddre volt, határozatlan névelővel a naddre, majd ezt a szószerkezetet an adder-ként értelmezték. A franciában ilyen eset a griotte ’meggy’ szóé. Az ófranciában határozott névelővel l’agriotte volt, de a modern franciában la griotte lett. Ehhez hasonló az, amikor idegen szószerkezetet vesz át egy nyelv egyetlen szóként értelmezve. Ez az esete egyes, az arab nyelvből határozott névelővel együtt átvett spanyol szavaké, például alcohol ’alkohol’< spanyolországi arab kuḥúl.

## Egyéb példák néhány nyelvben
A franciában:
poireau ’póréhagyma’, a poire ’körte’ hatására vs. porreau (régi alak) < latin porrus;
°Trois-cadéro, a trois ’három’ hatására vs. Trocadéro.
A spanyolban:
vagamundo ’csavargó’, a mundo ’világ’ hatására, vs. vagabundo ’csavargó’ < latin vagabundus;
°adversión, az adverso ’ellentétes’ hatására vs. aversión ’ellenszenv’ < latin aversio.
A románban:
a locui ’lakni’, a loc ’hely’ hatására vs. lăcui (régi alak) < magyar lakni;
°hâdos, a hâd ’ronda’ (< ukrán hyd) vs. hidos ’förtelmes’ < francia hideux.
Az angolban:
crayfish ’rák’, a fish ’hal’ hatására vs. crevis (régi alak) < ófrancia crevise (vö. mai francia écrevisse);
°sparrow-grass, a sparrow ’veréb’ + grass ’fű’ hatására vs. asparagus ’spárga’ (a növény).
A németben: Hängematte ’függőágy’, a hängen ’függni’ + Matte ’gyékény’ hatására < francia hamac.
A hollandban a hangmat ’függőágy’ a hangen ’függni’ + mat ’gyékény’ hatására ugyanúgy alakult, mint a németben.
Az oroszban::
крыло [krɨlo] ’szárny’, a крыть [krɨtʲ] ’takarni’ hatására vs. крило [krilo] (régi alak) < ószláv krilo;
°гульвар [ɡʊlʲvar], a гулять [ɡʊlʲætʲ] ’sétálni’ hatására vs. бульвар [bʊlʲˈvar] ’körút’ < francia boulevard.

## Kapcsolódó szócikk
- Etimológia